# Pink Farm katonai temető
A Pink Farm katonai temető (Pink Farm Cemetery) egy első világháborús nemzetközösségi sírkert a Gallipoli-félszigeten.

## Története
A szövetséges csapatok 1915. április 25-26-án szálltak partra a Gallipoli-félszigeten azzal a céllal, hogy kikényszerítsék Törökország kilépését a háborúból, az új front megnyitásával pedig tehermentesítsék a nyugati frontot és utánpótlási utat nyissanak Oroszország felé.
A szövetségesek április 28-án indították az első támadást az Achi Baba, egy gerinc ellen, amely uralta a félsziget déli részét. Az offenzíva azonban néhány kilométerrel a cél előtt, Krithia falunál kimerült. A törökök ellentámadást indítottak május 6-8. között. A 29. francia hadosztály, megerősítve a 2. ausztrál és új-zélandi gyalogdandárral újabb támadást indított, és súlyos áldozatok árán el is ért némi területnyereséget. Június 4-én a 29. indiai gyaloghadosztály és a 42. (kelet-lancashire-i) hadosztály támogatásával újabb szövetséges offenzíva indult, kevés sikerrel. Június 28. és július 5. között a törökök indítottak ellentámadást a Gully-szurdok ellen, de nem tudtak áttörni.
A temető vörös talajáról kapta nevét. A farmépület körül három sírkertet nyitottak, az elsőt az 1915. április 28-ai krithiai csata után. A fegyvernyugvást követően a három sírkertet (Pink Farm 1., 2. és 3.) összevonták, valamint több kisebb harctéri temetőből is szállították át oda földi maradványokat. A halottak közül 250 ismeretlen, 339 britet, kilenc indiait, két-két ausztrált és új-zélandit viszont sikerült azonosítani.